# باولو زانيتي
باولو زانيتي (بالبرتغالية: Paulo Zanetti‏) (مواليد 24 سبتمبر 1952) هو سبّاح برازيلي، مثّل بلاده في الألعاب الأولمبية الصيفية 1972.

## روابط خارجية
باولو زانيتي على موقع الاتحاد الدولي للسباحة (الإنجليزية)
- باولو زانيتي على موقع أوليمبيديا (الإنجليزية)